# The Hills (The Weeknd)
The Hills è un singolo del cantante canadese The Weeknd, pubblicato il 27 maggio 2015 come secondo estratto dal secondo album in studio Beauty Behind the Madness.

## Descrizione
Si tratta di un brano alternative R&B e presenta una filastrocca in amarico nel finale, lingua principale dell'Etiopia, paese d'origine del cantante.
Nel corso dell'anno sono stati realizzati due remix ufficiali del brano, che hanno visto rispettivamente le partecipazioni vocali dei rapper Eminem e Nicki Minaj.

## Accoglienza
The Hills ha ricevuto il plauso generale della critica, definito un ritorno al classico stile del cantautore, dopo aver avuto forti influenze pop nel precedente singolo Earned It. La giornalista Hannah Giorgis di Pitchfork ha definito la canzone «oscura, con una meditazione quasi discordante sulla lussuria, la droga, e la fama».

## Tracce
Testi e musiche di Abel "The Weeknd" Tesfaye, Ahmad "Belly" Balshe, Emmanuel Nickerson e Carlo Montagnese, eccetto dove indicato.
Download digitale
1. The Hills – 4:02

Download digitale – Remixes, 12" (Stati Uniti)
1. The Hills (Remix) (feat. Eminem) – 4:24 (Abel "The Weeknd" Tesfaye, Marshall Maters, Emmanuel Nickerson, Carlo Montagnese)
2. The Hills (Remix) (feat. Nicki Minaj) – 4:02 (Abel "The Weeknd" Tesfaye, Onika Maraj, Emmanuel Nickerson, Carlo Montagnese)

CD (Europa)
1. The Hills – 4:02
2. The Hills (Remix) (feat. Eminem) – 4:24 (Abel "The Weeknd" Tesfaye, Marshall Maters, Emmanuel Nickerson, Carlo Montagnese)

## Formazione
- Abel Tesfaye – voce
- Mano – produzione
- Carlo "Illangelo Montagnese – produzione, registrazione, ingegneria del suono, missaggio
- Tom Coyne – mastering

## Successo commerciale
The Hills ha ottenuto un grande successo negli Stati Uniti d'America, raggiungendo la vetta della Billboard Hot 100 e diventando il primo brano di genere alternative R&B a farlo, nonché la seconda numero uno del cantante nel paese dopo Can't Feel My Face, spodestata proprio da The Hills.

## Classifiche
| Classifica (2015-23)      | Posizione massima |
| ------------------------- | ----------------- |
| Australia                 | 3                 |
| Austria                   | 31                |
| Belgio (Fiandre)          | 18                |
| Belgio (Vallonia)         | 18                |
| Canada                    | 1                 |
| Danimarca                 | 11                |
| Francia                   | 11                |
| Germania                  | 10                |
| Grecia                    | 39                |
| Irlanda                   | 17                |
| Italia                    | 47                |
| Lituania                  | 99                |
| Lussemburgo               | 7                 |
| Norvegia                  | 16                |
| Nuova Zelanda             | 2                 |
| Paesi Bassi               | 29                |
| Panama                    | 135               |
| Portogallo                | 11                |
| Regno Unito               | 3                 |
| Spagna                    | 64                |
| Stati Uniti               | 1                 |
| Stati Uniti (R&B/hip-hop) | 1                 |
| Svezia                    | 12                |
| Svizzera                  | 23                |